# Hra na hrdiny (žánr videohry)

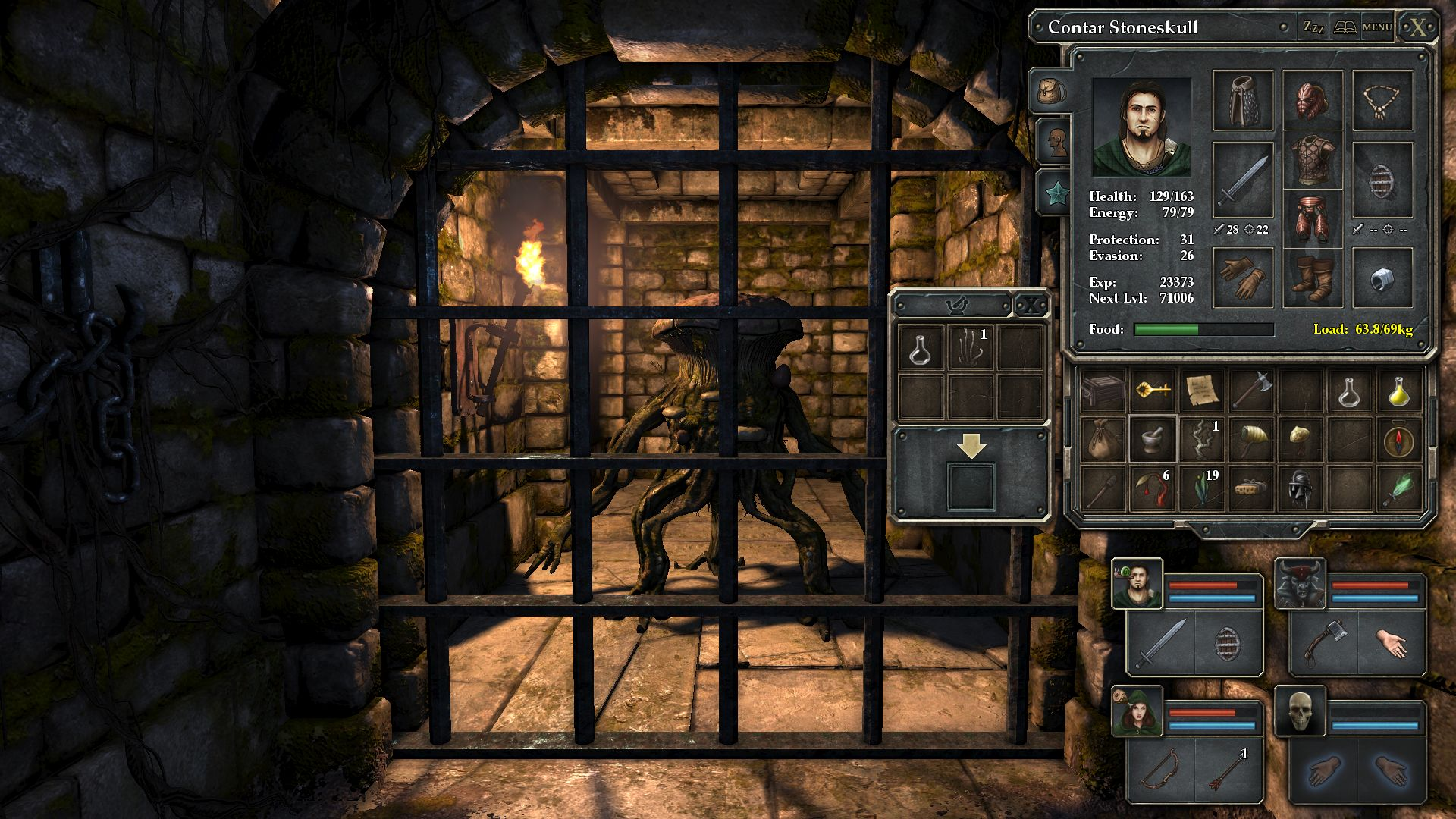
Skupina postav nacházející se v žaláři ve hře na hrdiny typu dungeon Legend of Grimrock (2012)

Hra na hrdiny (běžně označovaná jako RPG hra nebo RPG z anglického role-playing game) je videoherní žánr, ve kterém hráč ovládá postavu nebo skupinu postav v přesně definovaném herním světě, v němž obvykle dochází prostřednictvím různých mechanik a prvků k jejímu vývoji. Mnoho videoher tohoto žánru vychází ze stolních her na hrdiny a používá stejnou terminologii, prostředí a herní mechaniky. Mezi další hlavní podobnosti patří příběhové a vyprávěcí prvky, vývoj hráčské postavy, komplexnost a rozsáhlost a také možnost znovuhratelnosti a ponoření se do hry (imerze). Díky elektronické podobě odpadá potřeba pro hry na hrdiny typického gamemastera, jenž celou hru vede. Žánr se za svou historii vyvinul z textových do rozsáhlých 3D videoher.

## Charakteristika
Hry na hrdiny používají stejnou terminologii, prostředí a herní mechaniky jako první stolní hry na hrdiny, například Dungeons & Dragons. Hráči ovládají ústřední herní postavu nebo více herních postav a vítězství dosahují splněním řady úkolů nebo dokončením hlavní dějové linie hry. Hráči prozkoumávají herní svět, řeší hádanky a bojují. Klíčovým rysem žánru je, že postavy získávají schopnosti a roste jim síla; postavy jsou též obvykle navrženy samotným hráčem. S výjimkou akčních her na hrdiny jsou hráči v klasických RPG jen zřídkakdy nuceni rychle reagovat.
Hry na hrdiny se obvykle opírají o propracované prostředí a příběh, jenž je rozdělen do několika úkolů. Hráč ovládá postavu vydáváním příkazů, jež postava vykonává podle vlastností a dosažených schopností. Tyto schopnosti jsou často vylepšeny dosažením nové úrovně postavy, která se zvyšuje pokaždé, když hráč nasbírá určité množství zkušeností.
Hry tohoto žánru se také obvykle pokoušejí nabídnout komplexnější a dynamičtější interakci postav, než jaké lze nalézt v jiných žánrech videoher. Zaměřují se tak i na umělou inteligenci a skriptované chování počítačem řízených nehratelných postav.

## Historie

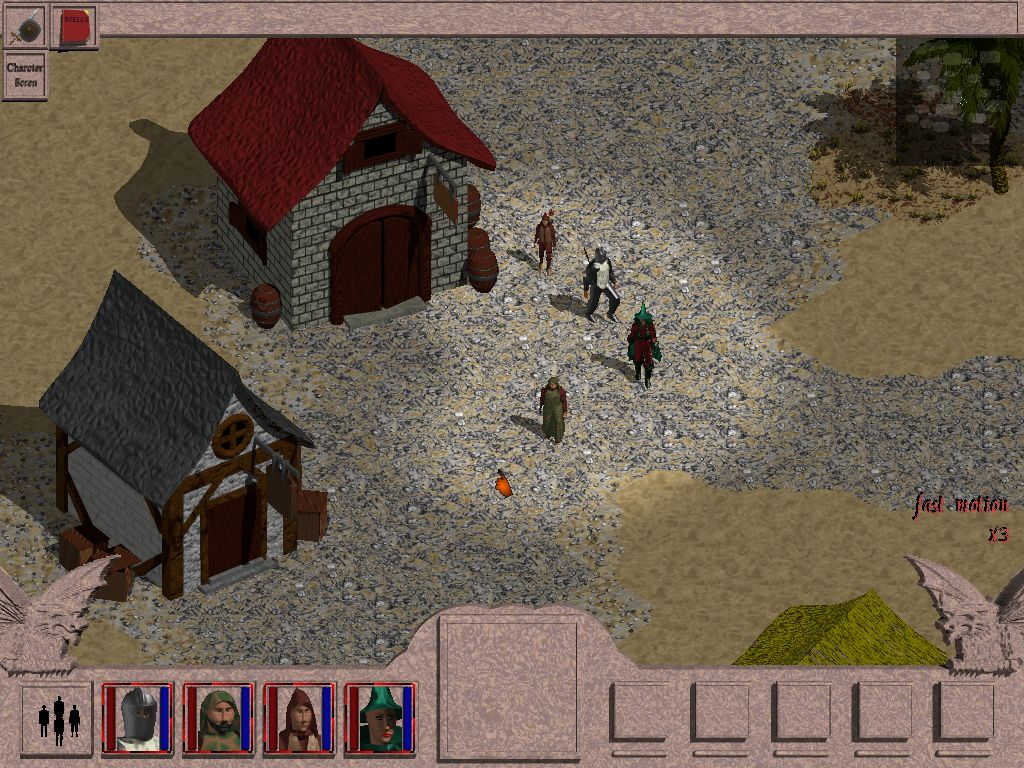
Izometrická fantasy hra na hrdiny Tales of Trolls & Treasures

Videoherní žánr her na hrdiny vznikl v polovině 70. let 20. století na mainframech a byl inspirován klasickou hrou na hrdiny Dungeons & Dragons. Zdrojem inspirace prvních RPG se staly také stolní válečné hry, sportovní simulátory, adventury jako například Colossal Cave Adventure, fantasy díla spisovatelů, jako je J. R. R. Tolkien, tradiční strategické hry jako šachy a starověké eposy sahající až k Eposu o Gilgamešovi, jenž se řídil stejnou základní strukturou – vydával se na různé výpravy (quest), aby dosáhl svých cílů.
Po úspěchu her na hrdiny, jako jsou Ultima a Wizardry, kterými se inspirovaly série Dragon Quest a Final Fantasy, se žánr rozdělil na dva styly, a to na východní hry na hrdiny a západní hry na hrdiny. Důvodem byly kulturní rozdíly, jež úzce souvisely s rozdělením herních platforem na konzole a počítače. Zatímco první RPG nabízely výhradně zážitek pro jednoho hráče, vzrostla prudce na počátku a v polovině 90. let 20. století popularita režimů pro více hráčů, a to díky akčním hrám na hrdiny, jako jsou Secret of Mana a Diablo. S příchodem internetu se hry pro více hráčů rozrostly do podoby masivních online her na hrdiny (MMORPG), mezi něž patří Lineage, Final Fantasy XI a World of Warcraft.

## Podžánry
- akční hra na hrdiny
  - looter shooter
  - střílečka na hrdiny
  - soulsovka
- dungeon
- žánry kombinující online prvky, jako jsou MUD a MMORPG
- roguelike
- taktická hra na hrdiny
- sandboxová hra na hrdiny